# Saropogon aberrans
Saropogon aberrans är en tvåvingeart som beskrevs av Friedrich Hermann Loew 1857. Saropogon aberrans ingår i släktet Saropogon och familjen rovflugor.
Artens utbredningsområde är Spanien. Inga underarter finns listade i Catalogue of Life.